# CreuBlanca
CreuBlanca és un grup mèdic privat amb seu a  Barcelona i Saragossa especialitzat en el diagnòstic per la imatge, prevenció i tractament mèdic, amb més de 70 anys d'història. Fundat l'any 1950, ofereix serveis sanitaris a través de diversos centres mèdics, una clínica i un hospital.

## Història

### Dècada de 1950[calcitació]
CreuBlanca va ser fundada l'any 1950 pel Dr. Gaspar Alomar i Conchita Serrallach, al costat d'un equip de joves metges. L'activitat inicial se centrava en serveis d'urgències i atenció mèdica domiciliària a la ciutat de Barcelona. El 1958 va obrir el seu primer centre de consultes externes al carrer Pelai de Barcelona. A mitjan anys seixanta, l'entitat va començar a enfocar-se en la prevenció i diagnòstic precoç, amb la creació de l'Institut de Medicina Preventiva, dedicat a la realització de revisions mèdiques per a col·legis i empreses.

### Dècada de 1970[calcitació]
El 1973, un incendi en la central telefònica de Barcelona va interrompre temporalment el servei d'atenció telefònica de CreuBlanca, que es va reprendre amb un nou número. Aquest mateix any, l'entitat va promoure la creació de l'Escola Superior d'Estudis Mèdics (ESEM), vinculada a la formació en ciències de la salut.
El 1975, el centre del carrer Pelai va incorporar un laboratori propi i va començar a oferir serveis de diagnòstic per imatge. A la fi de la dècada, CreuBlanca va iniciar activitats de divulgació sanitària a través de programes de ràdio que incloïen informació i consells de salut.

### Dècada de 1980[calcitació]
El 1982, CreuBlanca va inaugurar el centre Diagnosi Mèdica al carrer Còrsega de Barcelona, destinat a activitats de diagnòstic ambulatori i equipat amb tecnologia d'imatge i hemodinàmica. Durant aquest període, l'entitat va establir acords de col·laboració amb hospitals públics com l'Hospital de Sant Pau i l'Hospital Clínic. El centre del carrer Pelai va continuar oferint consultes externes i revisions mèdiques.

### Dècada de 1990[calcitació]
El 1990, CreuBlanca va obrir el centre MRM a Sant Joan Despí, dedicat principalment a estudis de ressonància magnètica. Durant aquest període, es va posar en marxa el projecte "Hospital a casa", un model d'atenció domiciliària que finalment no es va consolidar. El 1993, es va transformar un centre del barri de Gràcia en un espai de cirurgia ambulatòria i es va inaugurar un altre centro en l'avinguda Josep Tarradellas orientat a la salut de la dona.
El 1995 es va constituir la Fundació Imhotep, centrada en activitats de divulgació i formació sanitària. El 1998, el grup va obrir un centre mèdic integral en la Cinquena Sant Isidre (conegut com el Palau de la Salut), que unificava diferents serveis assistencials i de diagnòstic.

### Dècada de 2000[calcitació]
L'any 2000, el Palau de la Salut es va transformar en la Clínica CreuBlanca, ampliant la seva superfície i afegint serveis d'hospitalització, cirurgia i urgències. En 2005, l'entitat va iniciar la seva activitat a Aragó amb l'obertura del centre Paracels Diagnóstico Metge a Saragossa, especialitzat en diagnòstic per imatge i equipat amb tecnologia avançada.

### Dècada de 2010
L'any 2015, després de l'adquisició de la Policlínica Sagasta a Saragossa, es va crear Paracelso Sagasta, un centre dedicat a l'assistència diagnòstica i quirúrgica. L'any 2017, es va incorporar un sistema PET-TAC d'última generació pel diagnòstic oncològic. L'any 2019, va començar un projecte d'ampliació de la Clínica CreuBlanca per augmentar la capacitat de quiròfans, hospital de dia i aparcament.

### Dècada de 2020
El desembre de 2021, CreuBlanca va adquirir l'antiga seu de Caixa Laietana a Mataró amb l'objectiu de transformar-la en un nou centre hospitalari.
El 15 de gener de 2024 es va inaugurar l'Hospital CreuBlanca Maresme, que ofereix diverses especialitats mèdiques i un servei d'urgències permanent.

## Organització i activitat actual[calcitació]
CreuBlanca és un grup sanitari privat que opera principalment a Catalunya i Aragó, amb una plantilla superior a 500 professionals. La seva activitat se centra en la medicina personalitzada, el diagnòstic per imatge i la prestació de serveis mèdics en diverses especialitats.
El grup gestiona set centres mèdics, incloent-hi un hospital i diverses clíniques especialitzades:
- Hospital CreuBlanca Maresme a Mataró, inaugurat l'any 2023, que ofereix atenció en diverses especialitats mèdiques i disposa de serveis d'urgències.
- Clínica CreuBlanca Barcelona, un centre integral amb quiròfans i consultes en múltiples especialitats.
- CreuBlanca Centre Pelai a Barcelona, especialitzat en revisions mèdiques i proves de radiologia bàsica.
- CreuBlanca Diagnosi Mèdica a Barcelona, enfocada a prevenció i diagnòstic mitjançant tècniques d'imatge.
- CreuBlanca Centre Tarradellas a Barcelona, amb serveis en ginecologia, rehabilitació i radiologia.
- Paracelso Sagasta Policlínica i Paracelso Sagasta Centro Diagnóstico a Saragossa, que ofereix atenció multidisciplinaria, cirurgia i proves diagnòstiques avançades.